# جین کنت
جین کنت (انگلیسی: Jean Kent؛ ‏ ۲۹ ژوئن ۱۹۲۱ – ۳۰ نوامبر ۲۰۱۳) یک هنرپیشه اهل بریتانیا بود. وی بین سال‌های ۱۹۳۵ تا ۱۹۹۱ میلادی فعالیت می‌کرد.
از فیلم‌ها یا برنامه‌های تلویزیونی که وی در آن نقش داشته است می‌توان به شاهزاده و مانکن، بابات کیه؟ و خیابان باند اشاره کرد.